# 한국화훼유통단체연합회
한국화훼유통단체연합회는 화훼유통업 종사자의 복리증진 및 꽃 소비 촉진을 통한 화훼산업 발전 도모 목적으로 2003년 12월 13일 설립된 대한민국 농림수산식품부 소관의 사단법인이다. 사무실은 서울특별시 마포구 신수동 180-1에 있다.

## 주요 사업
- 화훼의 소비증진과 합리적인 유통을 위한 정책의 개발 및 조사사업
- 화훼상품 품질개선 이용을 위한 조사‧연구‧개발 및 보급사업
- 화훼유통연구원의 설립 및 화훼신상품 개발사업
- 회원사 임직원 및 소속회원의 현대화를 위한 지도, 지원 및 교육사업
- 화훼전문 인력양성을 위한 교육기관 설립과 고용창출을 위한 사업 등